# یوک‌وان
یوک‌وان یا یوک۱ (انگلیسی: Yuq1) اولین آلبوم چندآهنگه از خواننده و ترانه‌سرای اهل چین سونگ یوکی است که در ۲۳ آوریل ۲۰۲۴ منتشر و با دو تک‌آهنگ «Could It Be» و «Freak» تبلیغ شد.